# Ladislaus Hruska
Ladislaus Hruska (* 14. Juni 1912 in Wien; † 28. Februar 1983 in Brunn am Gebirge) war ein österreichischer Architekt.

## Leben
Hruska besuchte bis 1932 die Technologische Gewerbliche Bundeslehranstalt Wien, leistete Militärdienst und schloss 1946 sein Studium an der Technischen Hochschule Wien ab. Er besuchte von 1946 bis 1947 die Meisterklasse von Karl Holey. Ab 1947 war Hruska als selbständiger Architekt tätig.

## Entwürfe und Realisierungen

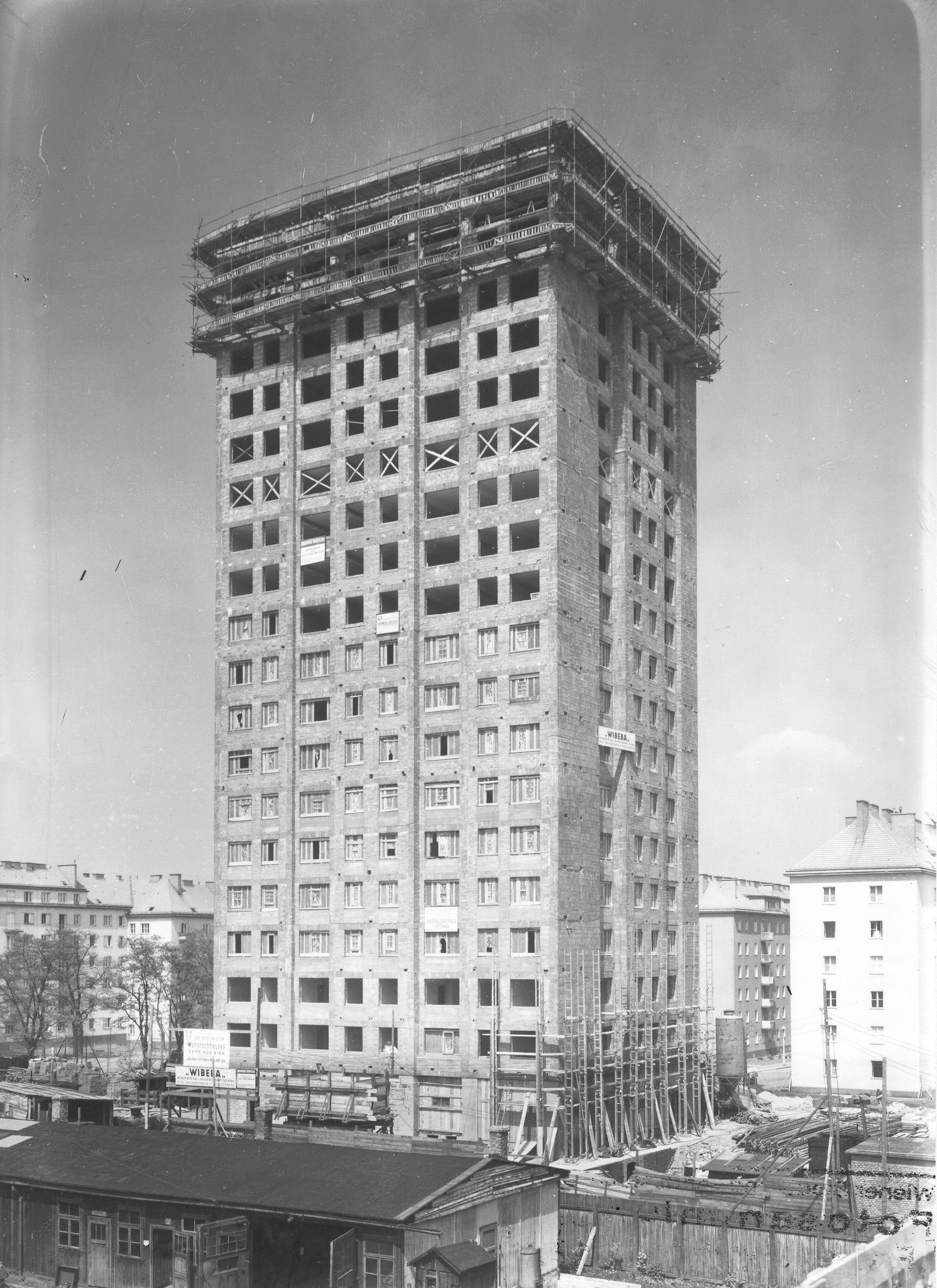
Matzleinsdorfer Hochhaus in Bau
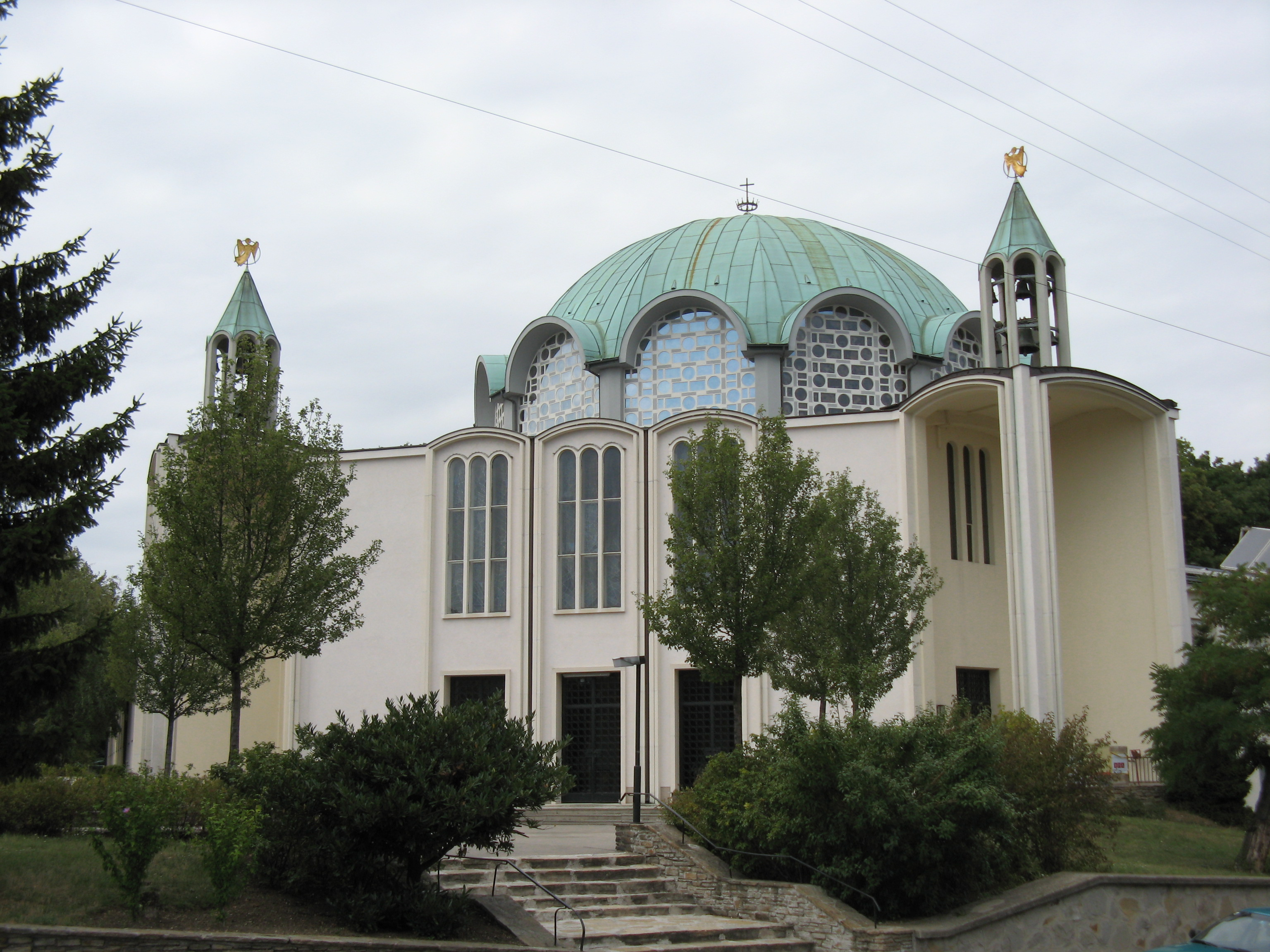
Pfarrkirche Gatterhölzl
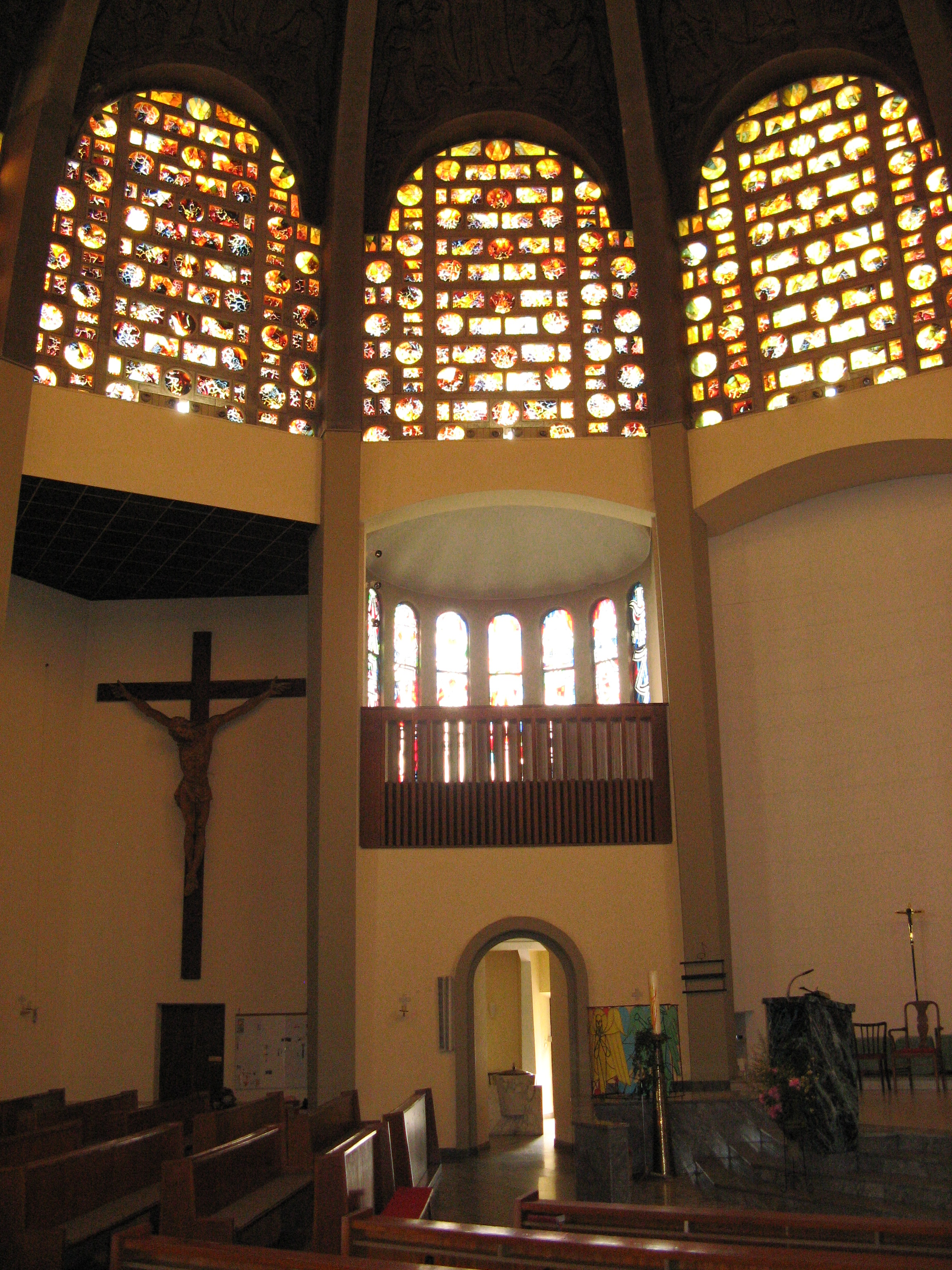
Innenansicht der Pfarrkirche Gatterhölzl
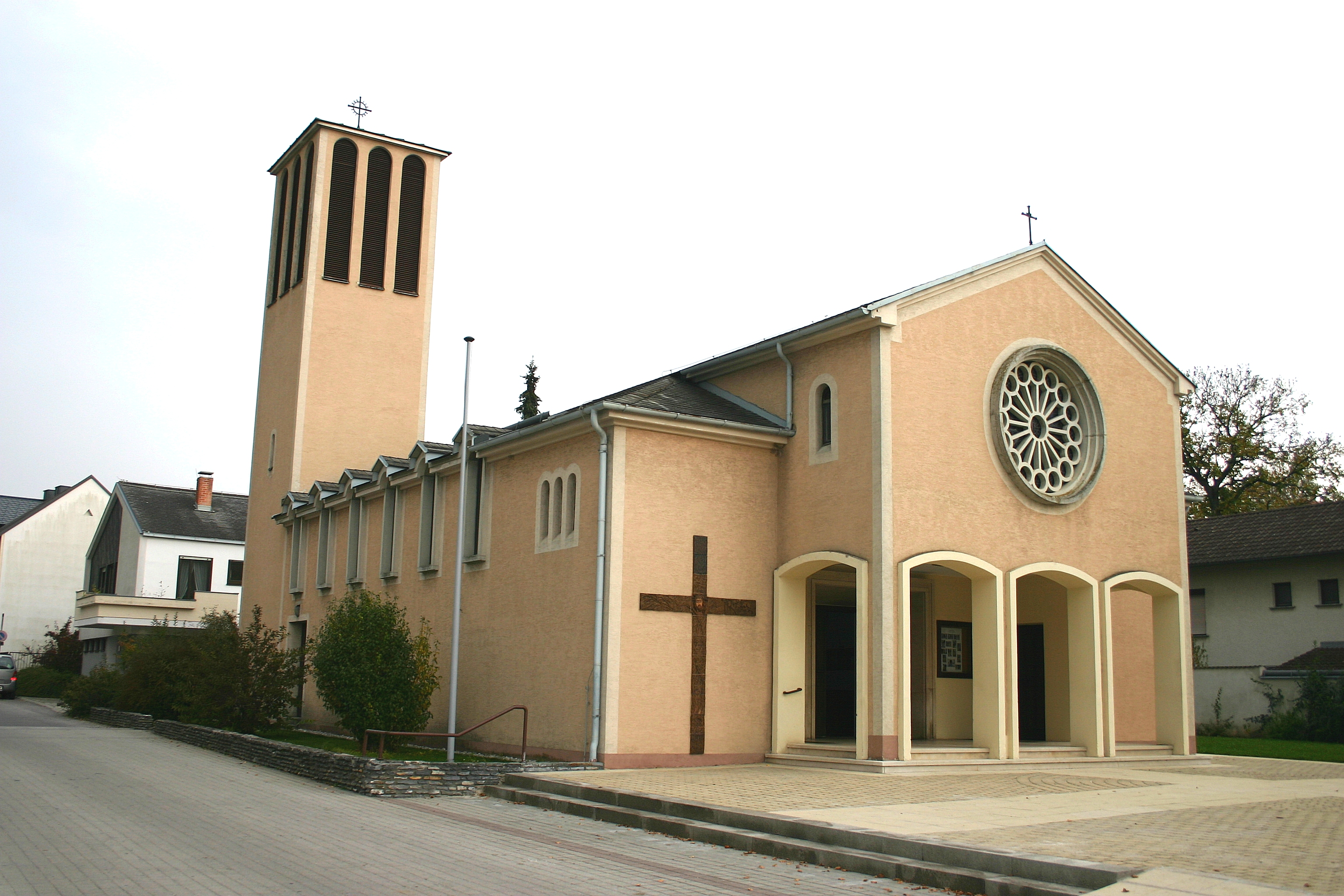
Pfarrkirche Stoob
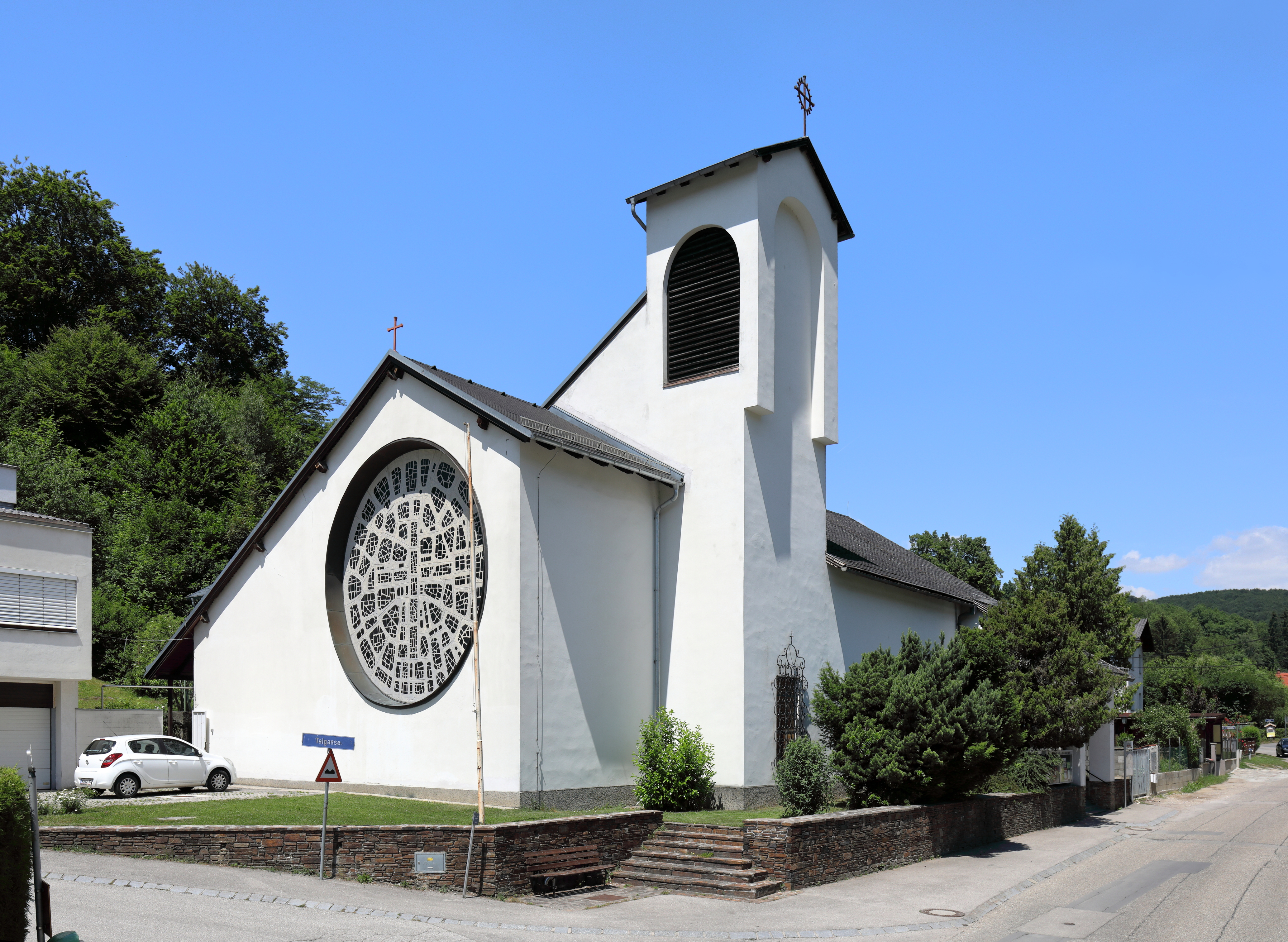
Kirche Maria Rast in Mauerbach (1961–1963)

- 1949: St.-Josef-am-Wolfersberg-Kirche in Wien-Penzing[2]
- 1951 bis 1952: Wohnhausanlage Hubert-Hladej-Hof in Wien-Leopoldstadt (mit Erich Boltenstern, Karl Hartl und Kurt Schlauss)[3]
- 1951 bis 1955: Theodor-Körner-Hof mit dem Matzleinsdorfer Hochhaus in Wien-Margareten (mit Kurt Schlauss)
- 1956: Gesamtrenovierung und Neubau des Presbyteriums der Canisiuskirche in Wien-Alsergrund
- 1953 bis 1954: Canisius-Kapelle in Rosenburg
- 1953 bis 1959: Pfarrkirche Hasenleiten in Wien-Simmering
- 1955 bis 1957: Emil-Reich-Hof in Wien-Döbling
- 1957 bis 1959: Neuer Seitenstettnerhof in Wien-Innere Stadt
- 1955 bis 1959: Gatterhölzl-Kirche in Wien-Meidling
- 1956 bis 1959: Pfarrkirche Johannes der Täufer in Stoob
- 1956 bis 1963: Filialkirche Markt Allhau
- 1957 bis 1959: Klosterkirche Laxenburg[4]
- 1958: Kriegergedächtniskapelle der Lazaristenkirche in Wien-Währing
- 1959 bis 1960: Katholische Lehrerbildungsanstalt in Eisenstadt
- 1959 bis 1962: Pfarrkirche Bad Traunstein im Waldviertel mit dem Pfarrer und Bildhauer Josef Elter[5]
- 1958 bis 1960: Canisiusheim in Horn
- 1958 bis 1961: Pfarrkirche Maria Königin in Wien-Floridsdorf
- 1961 bis 1962: Erweiterungsbau Katholische Pfarrkirche Mörbisch am See
- 1961 bis 1963: Pfarrexpositur Maria Rast in Mauerbach-Steinbach
- 1967 bis 1971: Pfarrkirche Am Tabor in Wien-Leopoldstadt
- 1969 bis 1974: Kordonkirche in Wien-Penzing